# Lyctus discedens
Lyctus discedens es una especie de escarabajo de la pólvora del género Lyctus, categorizada en la tribu Lyctini, de la familia Bostrichidae. Fue descrita por Blackburn en 1888.

## Distribución
Se distribuye por Europa: Alemania, Asia: India, Indonesia, Malasia, Sri Lanka y Oceanía: Australia y Nueva Zelanda.